# Rigodium arborescens
Rigodium arborescens là một loài rêu trong họ Rigodiaceae. Loài này được (Müll. Hal.) Broth. mô tả khoa học đầu tiên năm 1909.